# ناحیه آیکا
ناحیهٔ آیکا (به مجاری:  Ajkai járás) یک ناحیه در مجارستان است که در وسپرم واقع شده‌است. ناحیهٔ آیکا ۳۲۰٫۷۱ کیلومتر مربع مساحت و ۳۹٬۱۶۰ نفر جمعیت دارد.